# Batman: Arkham
Batman: Arkham är en serie actionäventyrsspel baserade på DC Comics seriefigur Batman, och utvecklade av Rocksteady Studios   samt Warner Bros. Games Montréal, och utgivna av Warner Bros. Interactive Entertainment. Spelen har utgivits sedan 2009 och framåt.

## Spel
| Titel                            | Släppår |
| -------------------------------- | ------- |
| Batman: Arkham Asylum            | 2009    |
| Batman: Arkham City              | 2011    |
| Batman: Arkham City Lockdown     | 2011    |
| Batman: Arkham Origins           | 2013    |
| Batman: Arkham Origins           | 2013    |
| Batman: Arkham Origins Blackgate | 2013    |
| Batman: Arkham Knight            | 2015    |
| Batman: Arkham Underworld        | 2015    |

### Fotnoter
1. ↑  Eric Brudvig (13 augusti 2008). ”Batman: Arkham Asylum Announced”. IGN. http://www.ign.com/articles/2008/08/13/batman-arkham-asylum-announced. Läst 12 maj 2015.
2. ↑  Jim Reilly (12 december 2009). ”Arkham Asylum Sequel Announced”. IGN. http://www.ign.com/articles/2009/12/13/batman-arkham-asylum-sequel-announced. Läst 12 maj 2015.
3. ↑  ”Batman: Arkham series” (på engelska). Mobygames. http://www.mobygames.com/game-group/batman-arkham-series. Läst 12 maj 2015.